# Kamienie (album Przemysława Gintrowskiego)
Kamienie – album Przemysława Gintrowskiego.
Album pierwotnie ukazał się na kasecie magnetofonowej w 1991 roku. W 2002 roku został wydany na płycie CD w dwupłytowym wydaniu "Pamiątki"/"Kamienie".
Album zawiera kompozycje Gintrowskiego do wierszy Jerzego Czecha i jedną kompozycję do wiersza Zbigniewa Herberta. Jest on zapisem okrojonej wersji spektaklu dotyczącego losów znanych postaci historycznych. Gintrowski dwukrotnie próbował wystawić ten spektakl (w latach 80. z Krystyną Jandą i po 1989 roku z Joanną Trzepiecińską), jednak ostatecznie zrealizował go samodzielnie jako koncert.

## Lista utworów
1. „Prolog” – 1:43
2. „Postacie” – 2:32
3. „Iwan Groźny” – 3:46
4. „Karol Levittoux” – 5:15
5. „Margrabia Wielopolski” – 3:31
6. „Dekabryści” – 2:56
7. „Ks. Józef Poniatowski” – 2:33
8. „Kołysanka Króla Artura” – 6:15
9. „Wyspiański” – 4:19
10. „Barbarzyńcy” – 2:29
11. „Machiavelli” – 2:31
12. „Damastes z przydomkiem Prokrustes mówi” – 3:06
13. „Ifigenia” – 4:48
14. „Anhelli” – 6:47
15. „Kataryniarz” – 4:39

## Wykonawcy
- Przemysław Gintrowski – śpiew, instrumenty klawiszowe, fortepian
- Piotr Rubik – fortepian